# Commune fusionnée de Birkenfeld
La Commune fusionnée de Birkenfeld est une municipalité allemande située dans le land de Rhénanie-Palatinat et l'Arrondissement de Birkenfeld.